# Eremias suphani
Eremias suphani är en ödleart som beskrevs av Başoğlu och Hellmich 1968. Eremias suphani ingår i släktet löparödlor, och familjen lacertider. IUCN kategoriserar arten globalt som livskraftig. Inga underarter finns listade i Catalogue of Life.
Arten förekommer i östra Turkiet. Den når i bergstrakter 2400 meter över havet. Habitatet utgörs av halvöknar och andra torra landskap med glest fördelad växtlighet. Tre till sju ägg läggs per tillfälle.